# Dianthus awaricus
Dianthus awaricus Kharadze  är en nejlikväxt.

## Beskrivning
Dianthus awaricus ingår i släktet nejlikor och familjen nejlikväxter.
Inga underarter finns listade i Catalogue of Life.

## Habitat
Dagestan.

## Etymologi
- Släktet Dianthus härleds från grekiska Διας (Dias), ett alternativt namn på den romerska guden Zeus + αντος (anthos) = blomma. Betydelsen blir Zeus blomma. Detta använde redan Theofrastos som namn på en blomma, 300 år före vår tideräkning.